# Мануел Росас
Мануел Росас Санчез (шп. Manuel Rosas Sánchez; 17. април 1912 — 20. фебруар 1989) био је мексички фудбалер.

## Каријера
Надимак му је био Чакетас (Chaquetas). Наступао је за мексички клуб Атланте, у којем је играо заједно са браћом Фелипеом и Хуаном. У сезони 1931/32. постао је првак Мексика. Каријеру играча завршио је 1940. године.
Године 1930. године позван је у репрезентацију Мексика, где је играо са братом Фелипеом. Поред њих, за репрезентацију су играли и браћа Франциско и Рафаел Гарза Гутијерез. Мануел је учествовао на првом Светском првенству 1930. године у Уругвају, на турниру је одиграо три утакмице. У утакмици другог круга групне фазе против репрезентације Чилеа, несрећним сплетом околности послао је лопту у своју мрежу, постигавши тако први аутогол у историји Светских првенстава. У последњем сусрету групне фазе против Аргентине постигао је два гола. Један од њих је дао са пенала, тако је Мануел постао први играч у историји Светског првенства који је постигао гол са пенала. Такође, све до 1958. године, држао је рекорд као најмлађи стрелац Светских првенстава, постигавши гол са 18 година и 93 дана, а овај рекорд је срушио у четвртфиналу Светског првенства 1958. бразилски фудбалер Пеле.
Поред утакмица на Светском првенству 1930. године, још само једном је играо за репрезентацију Мексика, квалификациона утакмица за одлазак на Светско првенство 1934. против Кубе.

## Голови за репрезентацију
Голови Росаса у дресу репрезентације
| #  | Датум         | Место                  | Противник | Гол | Резултат | Такмичење               |
| -- | ------------- | ---------------------- | --------- | --- | -------- | ----------------------- |
| 1. | 19. јул 1930. | Сентенарио, Монтевидео | Аргентина | 1:3 | 3:6      | Светско првенство 1930. |
| 2. | 19. јул 1930. | Сентенарио, Монтевидео | Аргентина | 2:5 | 3:6      | Светско првенство 1930. |